# Wild Ones (sang)
"Wild Ones" er en sang af den amerikansk rapper Flo Rida fra hans fjerde studiealbum af samme navn. Sangen har vokal af australske musiker Sia. Den blev produceret af soFLY & Nius og Axwell, mens det lyriske indhold er skrevet af Rida, soFLY & Nius, Sia Furler, Axwell, Jacob Luttrell, Marcus Cooper og Benjamin Maddahi. Lyrisk har sangen temaer som feste, kærlighed og dans, mens den musikalske sammensætning er et uptempo dance-pop sang, der påvirkes af house musik og electro house.
Det blev udgivet som albummets anden single og som titelnummeret den 19. december 2011 i USA. "Wild Ones" modtaget positive anmeldelser fra kritikerne, hvor mange roste samarbejdet med Furler og pop-vibes fra sangen. Nogle kritikere kritiserede dog den generiske produktion, navnlig gennem årets singler, der var blevet påvirket af kraftig dansemusik. Sangen formåede dog, at blive noteret på nogle årets lister over 2011. Sangen modtog fremragende succes gennem globale hitlister, toppede som nummer et i New Zealand, Australien, Canada og Norge, mens den toppede i den øverste fyrre i alle de landes hitlister, som sangen var på. Sangen toppede som nummer fem på den amerikanske Billboard Hot 100.
Musikvideoen blev udgivet, og byder på at Flo Rida have det sjovt med sine venner. Furler var dog ikke med i den endelige video. Denne sang blev sammen med "Good Feeling" valgt til, at tjene som et af de officielle temasange til WrestleMania XXVIII, og det var også med i The Rock's Road to Wrestlemania vignetter, hvor han forbereder sin match med John Cena ved arrangementet. Flo Rida udførte sangene "Good Feeling" og "Wild Ones" live ved begivenheden forud for Rocks indgang til kampen. Med over 11 millioner eksemplarer solgt på verdensplan, er det fortsat Flo Ridas bedst sælgende single til dato, og er en af de bedst sælgende singler i historien.

## Baggrund
"Titanium" projektet fik Sia ind i Guetta magtfulde inderkreds, herunder Atlantic Records direktør for A&R Ben maddahi, som så forbandt Sia med Flo Ridas hold, hvilket gav "Wild Ones". Sangen fungerer som den anden officielle single fra Flo Ridas Wild Ones.
Sangen har vokal af den australske musiker Sia. Den blev produceret af soFLY & Nius og Axwell, mens det lyriske indhold er skrevet af Rida, soFLY & Nius, Sia Furler, Axwell, Jacob Luttrell, Marcus Cooper og Benjamin Maddahi.
Sia skrev sangen på 15 minutter. Hun sagde senere: "De bad mig om at optage ["Wild Ones"] igen og igen i næsten seks måneder. Til sidst sagde jeg: 'OK, but don't put my name on it.' Jeg var vred, fordi vi allerede havde haft denne diskussion. Jonathan sagde til mig: 'I don't think I really believed you that you didn't want to be credited or get the recognition you deserve.'"

## Wild One Two
En remix-version med titlen "Wild One Two" af Jack Back featuring David Guetta, Nicky Romero og Sia blev udgivet den 14. februar 2012. En redigeret version af sangen vises i 2012 genudgivelsen af Guettas album Nothing but the Beat 2.0.

## Trackliste
- CD single[4]

1. "Wild Ones" - 3:53
2. "Good Feeling" (Carl Tricks Remix) - 5:38

- Digital download[5]

1. "Wild Ones" – 3:53

- CD single - Wild One Two[6]

1. "Wild One Two" - 5:47
2. "Wild One Two" (Jaywalker Remix) - 6:18

## Udgivelseshistorie
| Land           | Udgivelsesdato    | Format(er)                       | Pladeselskab                            |
| -------------- | ----------------- | -------------------------------- | --------------------------------------- |
| USA            | 19. december 2011 | Digital download                 | Atlantic Records, Poe Boy Entertainment |
| Storbritannien | 21. januar 2012   | Digital download                 | Atlantic Records                        |
| Europa         | 13. februar 2012  | CD single ("Wild One Two" remix) | Warner Records                          |
| Tyskland       | 17. februar 2012  | CD single                        | Atlantic Records                        |